# Ikarus 452M
Ikarus 452M var ett experimentellt jetflygplan konstruerat i Jugoslavien år 1953.